# Zimbaspitze
Zimbaspitze to szczyt w pasmie Rätikon w Alpach Retyckich. Leży w zachodniej Austrii (Vorarlberg). Dość blisko znajduje się schronisko "Sarotla". Najbliżej położone miejscowości to Vandans, Brand i Lunersee.